# Шлык, Александр Аркадьевич
Александр Аркадьевич Шлык (1 ноября 1928, Минск, БССР, СССР — 30 ноября 1984, там же) — советский и белорусский биохимик и физиолог растений.

## Биография
Родился 1 ноября 1928 года в Минске. В 1945 году поступил в БГУ, который он окончил в 1950 году. С 1950 по 1957 год работал в Институте биологии. С 1957 по 1973 год заведовал Лабораторией биофизики и изотопов при АН БССР. В 1973 году возглавил Институт фотобиологии, который был создан на базе Лаборатории биофизики и изотопов и занимал данную должность до своей смерти.
Скорпостижно скончался 30 ноября 1984 года в Минске, спустя почти месяц после празднования своего 56-летия.

## Научные работы
Основные научные работы посвящены биофизике, биохимии, физиологии растений и фотобиологии. Автор свыше 117 научных работ.
- Обнаружил явление метаболической гетерогенности хлорофилла.
- Разработал основные принципы управления системой активных центров биосинтеза хлорофилла в растениях.
- Установил групповой характер образования молекул пигмента в особых центрах биосинтеза хлорофилла.

## Членство в обществах
- Член-корреспондент АН СССР (1966-84).